# Senat (Rwanda)
Senat – wyższa izba parlamentu Rwandy.
Parlament Rwandy był unikameralny do czasu reform konstytucyjnych z 2003. Powołano wówczas Izbę Deputowanych i Senat, wyższą izbę parlamentu, odtąd bikameralnego.
Senat składa się z 26 członków wybieranych na ośmioletnią kadencję. 12 z członków parlamentu wybieranych jest w wyborach lokalnych, ośmiu jest nominowanych przez prezydenta, czterech wybieranych jest przez zgromadzenie partii politycznych, a dwóch przez władze uniwersytetu.